# Åbygda
Åbygda est une localité du comté de Nordland, en Norvège.

## Géographie
Administrativement, Åbygda fait partie de la kommune de Bindal.